# Hesperingen

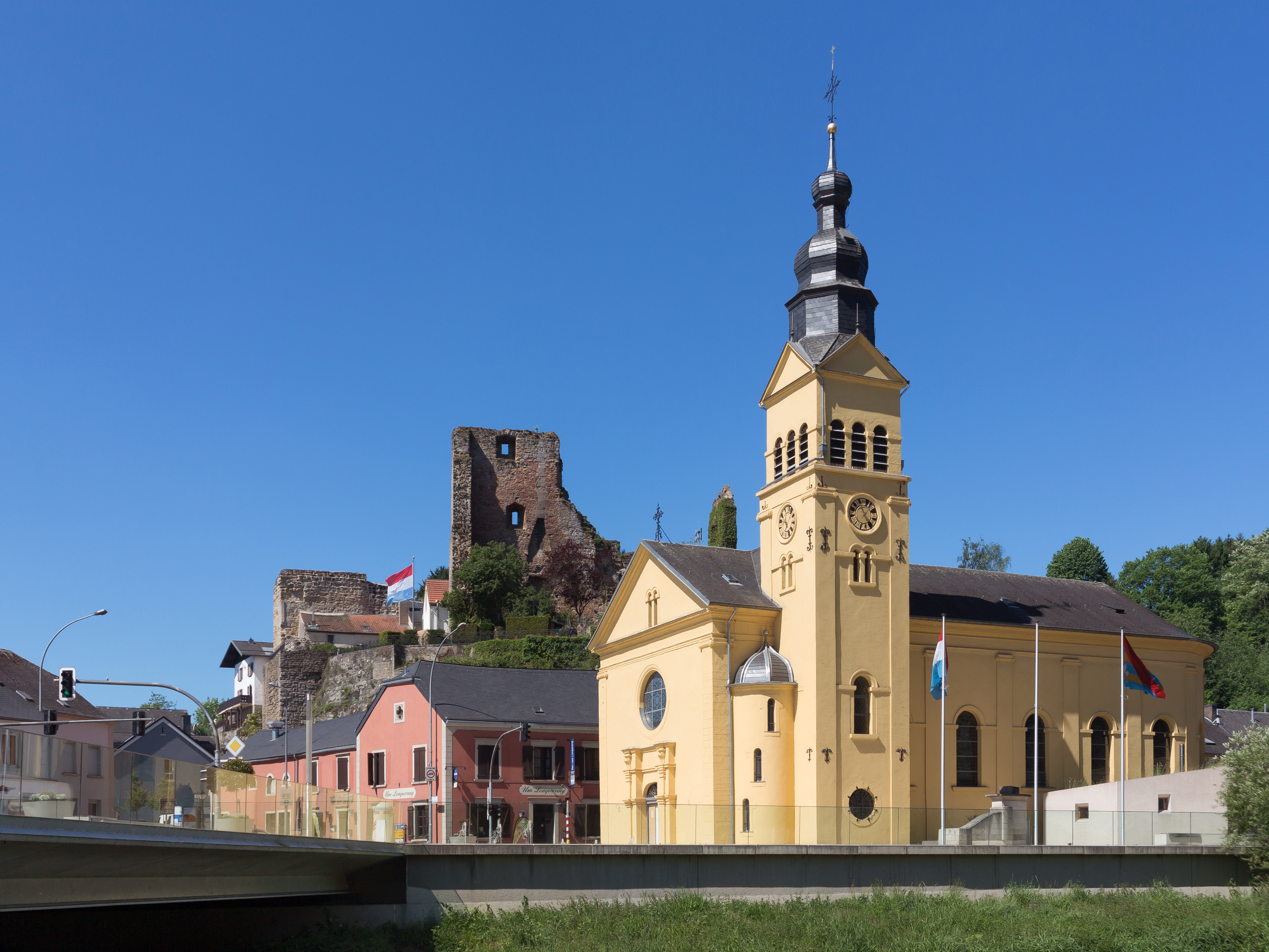
Hesperingen, Kirche (l'église de l'Assomption de la Bienheureuse-Vierge-Marie) und Burgruine

Hesperingen (luxemburgisch Hesperⓘ, französisch Hesperange) ist eine Gemeinde im Großherzogtum Luxemburg und gehört zum Kanton Luxemburg.

## Lage
Hesperingen liegt an der Alzette und grenzt im Nordwesten unmittelbar an die Hauptstadt Luxemburg, an die Gemeinde Contern im Osten, an die Gemeinde Roeser im Süden und an die Gemeinde Weiler zum Turm im Südosten. Die Gemeinde besteht aus dem gleichnamigen Ort Hesperingen und einer vergleichsweise großen Industrie- und Gewerbezone, die maßgeblich dazu beiträgt, dass Hesperingen zu den reichsten Gemeinden Luxemburgs zählt. Andere Dörfer aus der Gemeinde Hesperingen sind Alzingen, Fentingen, Itzig und Howald.
Die Victor-Bodson-Brücke über die Alzette zählt zu den höchsten Bauwerken des Landes.

## Zusammensetzung der Gemeinde
Die Gemeinde Hesperingen besteht aus folgenden Ortschaften:
- Alzingen
- Fentingen
- Hesperingen
- Howald
- Itzig
- Gantenbeinsmühle
- Itzigerstee
- Sandweiler-Bahnhof

## Politik
| Gemeinderatswahl Hesperingen 2023 %50403020100 42,5 %23,7 %17,6 %9,7 %6,4 % CSVDPGréngLSAPPirateGewinne und Verlusteim Vergleich zu 2017 %p 8 6 4 2 0 −2 −4−3,3 %p+2,6 %p−2,3 %p+1,0 %p+6,4 %pCSVDPGréngLSAPPirate | Sitzverteilung im Gemeinderat Hesperingen seit 2023Insgesamt 17 Sitze - LSAP: 1 - Gréng: 3 - Pirate: 1 - DP: 4 - CSV: 8 |

## Sehenswertes
In Hesperingen befindet sich eine relativ gut erhaltene Burgruine, die seit 1984 auf die Zusatzliste der schützenswerten Gebäude des Landes gesetzt worden ist. Die Burg wurde wahrscheinlich in der ersten Hälfte des 13. Jahrhunderts von den Herren von Rodenmachern erbaut, 1480 und 1482 wegen Verrats geschleift, teilweise wieder aufgebaut, verpachtet und 1679 auf Befehl Ludwig XIV. besetzt. Eine weitere Zerstörung in diesem Jahr ist nicht belegt. 1798 wurde die Burg durch die französischen Revolutionstruppen als „bien national“ versteigert.
Durch die ganze Gemeinde Hesperingen führen mehrere Spazierwege und Lehrpfade mit Schautafeln und Erklärungen über alle bedeutenden Teile der Gemeinde sowie über historische Hintergründe.

## Söhne und Töchter der Gemeinde
- Nicolas Engel (1902–1946), Radrennfahrer
- Jean-Pierre Engel (1904–1960), Radrennfahrer
- Josy Polfer (1929–1976), Radrennfahrer
- Fernand Rau (1940–1994), Ökonom und Politiker
- Vicky Krieps (* 1983), Schauspielerin